# Música (film)
Música is een Amerikaanse romantische komedie uit 2024, geregisseerd en mede geschreven door Rudy Mancuso in zijn speelfilmregiedebuut. Manusco componeerde ook de filmmuziek en speelde de hoofdrol naast Camila Mendes.

## Verhaal
Rudy is een charismatische straatmuzikant die in een wijk in Newark woont. Rudy heeft een zeldzame aandoening, synesthesie, waardoor hij alledaagse geluiden kan waarnemen als complexe ritmes. Dit heeft een grote invloed op zijn muziek en zijn kijk op het leven. Zijn leven neemt een onverwachte wending wanneer hij Isabella, een jonge Braziliaanse vrouw die op een lokale vismarkt werkt, ontmoet. Zij lijkt Rudy te begrijpen op een manier die niemand anders kan.

## Rolverdeling
| Acteur          | Personage |
| --------------- | --------- |
| Rudy Mancuso    |           |
| Camila Mendes   |           |
| J.B. Smoove     | Anwar     |
| Francesca Reale | Haley     |

## Release en ontvangst
Música ging op 14 maart 2024 in première op het South by Southwest-festival en is vanaf 4 april 2024 te zien op Prime Video. De film kreeg overwegend positieve kritieken van de filmcritici, met een score van 95% op Rotten Tomatoes, gebaseerd op 44 beoordelingen.